# Puerto Vallarta Challenger 1996
Il Puerto Vallarta Challenger 1996 è stato un torneo di tennis facente parte della categoria ATP Challenger Series nell'ambito dell'ATP Challenger Series 1996. Il torneo si è giocato a Puerto Vallarta in Messico dal 1° al 7 aprile 1996 su campi in cemento.

## Vincitori

### Singolare
Geoff Grant ha battuto in finale  Nicola Bruno con il punteggio di 6–1, 6–4

### Doppio
Francisco Montana /  Jack Waite hanno battuto in finale  Claude N'goran /  Daniel Orsanic con il punteggio di 6–2, 6–3